# Formuła König
Formuła König – istniejąca w latach 1988–2004 monomarkowa niemiecka formuła wyścigowa.

## Historia
Formuła König została powołana w 1987 roku z inicjatywy Richarda Königa, właściciela przedsiębiorstwa König Komfort- und Rennsitze. Seria była przeznaczona dla początkujących kierowców. Została oparta na włoskiej Formule Panda i wykorzystywała jednakowe samochody, na które składało się podwozie Tatuus z ramą rurową oraz nadwozie wyprodukowane w Niemczech. Pojazdy były napędzane przez jednolitrowe silniki Fiat sprzężone ze skrzynią biegów Fiata Pandy.
Pierwszy sezon odbył się w 1988 roku, a jego zwycięzcą został Michael Schumacher. Rok później wprowadzono wyścigowe przekładnie Hewland, jako że skrzynie Fiata nie radziły sobie z transmisją mocy. W 1990 roku wprowadzono silnik Volkswagena Polo o pojemności 1,3 litra i mocy 75 KM. W latach 1991–1995 serię wspierał AvD, a w latach 1993–1995 – Dekra. Od 1996 roku partnerem sportowym był DMV, a od 1997 – Volkswagen. Ponadto w roku 1997 zainaugurowano stosowanie nowej jednostki Volkswagena o pojemności 1,4 litra i mocy maksymalnej do 120 KM. W 2003 roku Volkswagen wycofał się ze wspierania Formuły König. Serię rozwiązano w 2004 roku.

## Mistrzowie
| Sezon | Mistrz              | Zespół                    |
| ----- | ------------------- | ------------------------- |
| 1988  | Michael Schumacher  | Hoecker Sportwagenservice |
| 1989  | Thomas Winkelhock   | König Motorsport          |
| 1990  | Herbert Füngeling   | König Motorsport          |
| 1991  | Dirk Kisters        | Clever Automobil Club     |
| 1992  | Marian Hamprecht    | H&R Spezialfedern         |
| 1993  | Jörg Bergmeister    |                           |
| 1994  | Bernd Friedrich     | Lohmann Motorsport        |
| 1995  | Richard McLeod      | Schlag Rennsport          |
| 1996  | Thomas Mühlenz      | Kern Motorsport           |
| 1997  | Thomas Mühlenz      |                           |
| 1998  | Elran Nijenhuis     |                           |
| 1999  | Benoît Allart       | Böhm Motorsport           |
| 2000  | Bernhard Auinger    | Red Bull Junior Team      |
| 2001  | Thomas Westarp      | Kern Motorsport           |
| 2002  | Jochen Nerpel       | RS Racing Team            |
| 2003  | Franz Kuncic        | Kern Motorsport           |
| 2004  | Ronny Wechselberger | MPP Schwadtke Racing      |